# 評定河原球場
評定河原球場（ひょうじょうがわらきゅうじょう）は、宮城県仙台市青葉区花壇にある野球場である。

## 概要
広瀬川左岸、評定河原橋の北東にある。管理は財団法人仙台市公園緑地協会。
両翼92m、センター107m。座席はバックネット裏のみ整備してある。
近隣は仙台藩の評定所があったことから「評定河原」と呼ばれるようになった。その後は仙台市長を務めた早川智寛所有の牧場となり、東北帝国大学や旧制二高が使用していた。1937年（昭和12年）学生の勤労奉仕によって整備され開場。本多光太郎が5千円の私費を投じスタンドを寄贈した。
第二次世界大戦後、宮城球場が1950年に竣工するまではプロ野球の試合も開催された野球場である。
1948年5月16日に行われた読売ジャイアンツ対金星スターズの試合で、読売の川上哲治がプロ野球史上初の1イニング2本塁打を達成した地として知られている。また1949年5月7日の大映スターズ対大阪タイガースで、大映の大岡虎雄が3打席連続本塁打を放っている。当時は両翼91m、センター82mだったため、合計で9本塁打が出た。
1950年に宮城球場が開場するとプロの試合は行われなくなったが、仙台六大学野球連盟を中心としたアマチュアの試合で棲み分けされた。
管理は1964年に東北財務局、1982年に仙台市に移管した。
1983年に現在の広さに改修された。
近年ではアマチュアは宮城広瀬球場や愛島球場など設備が整った球場を利用するようになり、利用者が少なくなった。
道路を挟んだ向かい側に評定河原陸上競技場がある。

## 施設概要
- グラウンド面積：-
- 内野：土、外野：芝
- 両翼：92m、中堅107m
- 照明：なし
- スコアボード：手書き式

## アクセス
- 仙台市営バス 中央循環線 片平一丁目検察庁前下車

## プロ野球開催実績
2021年現在、5試合の開催実績がある。内訳は1リーグ時代に4試合、セ・リーグ1試合。このほかに国民野球連盟1試合がある。
- 1948年5月16日 読売ジャイアンツ 12-2 金星スターズ
- 1948年7月27日 読売ジャイアンツ 6-3 大陽ロビンス
- 1948年8月11日 大阪タイガース 1-2 大陽ロビンス
- 1949年5月7日 大映スターズ 7-9 大阪タイガース
- 1950年4月11日 国鉄スワローズ 1-13 中日ドラゴンズ

- 1947年10月2日 熊谷レッドソックス対大塚アスレチックス